# Bidyanus bidyanus
Bidyanus bidyanus е вид бодлоперка от семейство Terapontidae. Видът е уязвим и сериозно застрашен от изчезване.

## Разпространение и местообитание
Разпространен е в Австралия.

## Описание
На дължина достигат до 40 cm, а теглото им е максимум 1500 g.